# Guerre anglo-perse
Ne pas confondre avec l'Invasion anglo-soviétique de l'Iran (1941).

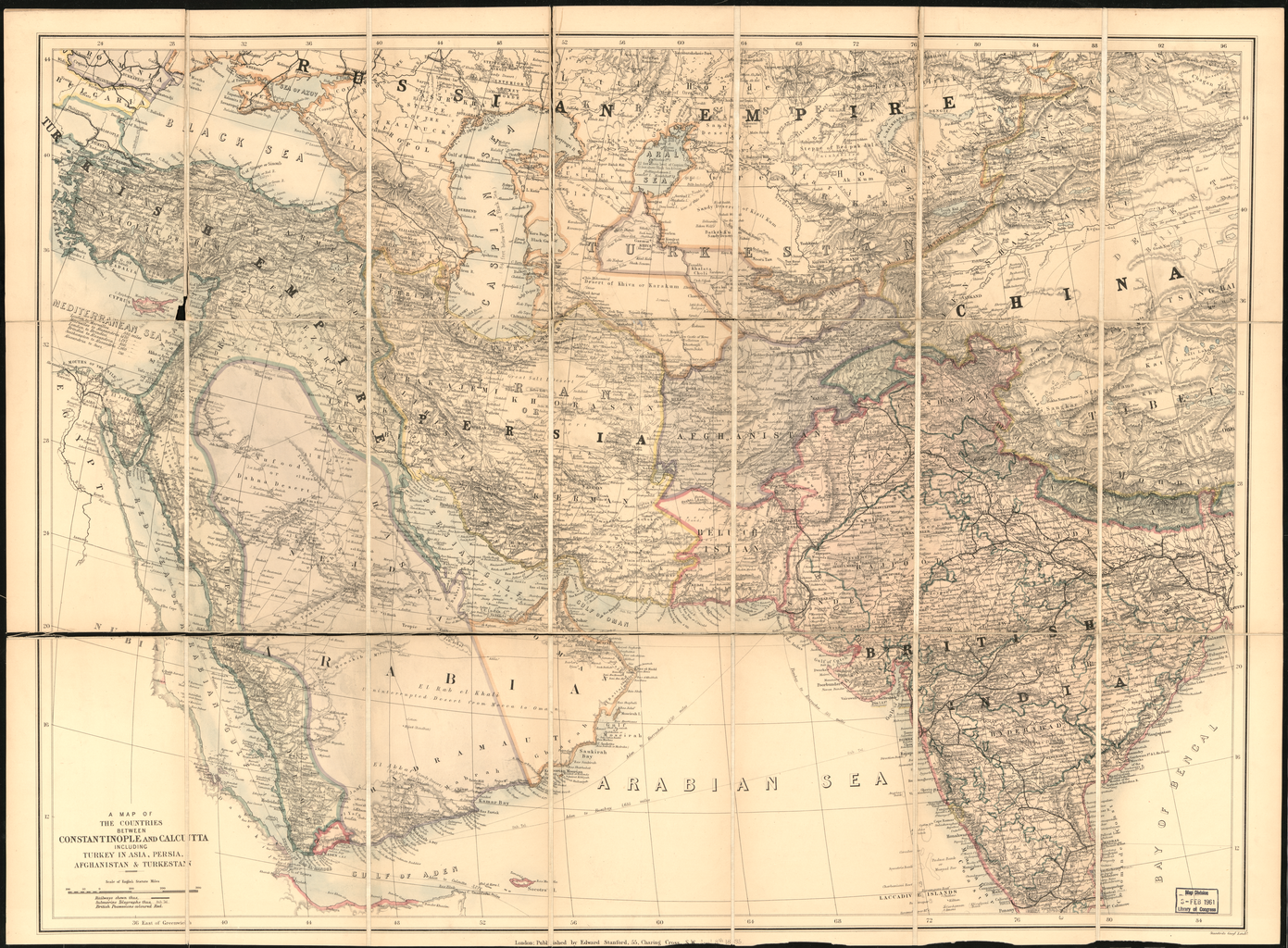
Moyen-Orient et Inde en 1885.

La guerre anglo-perse est une guerre ayant eu lieu entre le 1er novembre 1856 et le 4 avril 1857, opposant l'Empire britannique, allié de Dost Mohammad Khan, émir d'Afghanistan, à la Perse de Nasseredin Shah, pour le contrôle de la ville de Herat qui avait déclaré son indépendance de la Perse. Les troupes britanniques débarquent dans le Chatt-el-Arab et assiègent Ahvaz qui capitule le 1er avril 1857.
La guerre se termine par le traité de Paris : la Perse renonce à Hérat, signe un traité de commerce avec les Britanniques et s'engage à interdire le trafic d'esclaves. Les troupes britanniques évacuent rapidement la Perse pour aller combattre la révolte des cipayes qui a éclaté en Inde britannique. Hérat ne passera sous le contrôle effectif de l'Afghanistan qu'en 1863.